# Nagroda Jana Karskiego i Poli Nireńskiej
Nagroda Jana Karskiego i Poli Nireńskiej – nagroda ufundowana w 1992 przez prof. Jana Karskiego (1914–2000), legendarnego kuriera wojennego Rządu RP na uchodźstwie, świadka Holocaustu i Sprawiedliwego wśród Narodów Świata. Ustanowił ją dla uhonorowania pamięci swej żony Poli Nireńskiej, tancerki i choreografki, która w czasie wojny jako jedyna przeżyła z ponad 70-osobowej rodziny żydowskiej.
Administrowana jest przez Żydowski Instytut Naukowy YIVO (YIVO Institute for Jewish Research) w Nowym Jorku, który przyznaje ją co roku autorom publikacji na temat roli i wkładu Żydów polskich w kulturę polską. Jej wysokość wynosi 5 tys. dolarów. W 2013 laureata nagrody wybrał Komitet w składzie:
- prof. Jerzy Tomaszewski
- prof. Feliks Tych
- Dyrektor Żydowskiego Instytutu Historycznego w Warszawie, prof. Paweł Śpiewak
- Dyrektor YIVO Institute for Jewish Research w Nowym Jorku, dr Jonathan Brent

## Laureaci
Od 1993 laureatami byli:
- 1993 Eugenia Prokop-Janiec(inne języki)
- 1994 Jerzy Ficowski i Michał Friedman[3]
- 1995 Marek Rostworowski
- 1996 Henryk Grynberg
- 1997 Ruta Sakowska
- 1998 Jerzy Tomaszewski
- 1999 Hanna Krall
- 2000 Maria i Kazimierz Piechotkowie
- 2001 ks. Stanisław Musiał
- 2002 Leszek Hońdo
- 2003 Michał Jagiełło
- 2004 Monika Adamczyk-Garbowska
- 2005 Jan Jagielski
- 2006 Joachim S. Russek
- 2007 Joanna Tokarska-Bakir
- 2008 Szymon Rudnicki
- 2009 Aleksander B. Skotnicki
- 2010 Joanna Nalewajko-Kulikov
- 2011 Marcin Wodziński
- 2012 Alina Skibińska(inne języki)
- 2013 Barbara Engelking
- 2014 Piotr Matywiecki
- 2015 Jerzy Malinowski(inne języki)
- 2016 Ewa Geller[4]
- 2017 Eleonora Bergman i Tadeusz Epsztein[5]
- 2018 Bella Szwarcman-Czarnota[6]
- 2019 Daniel Grinberg[7]
- 2020 Joanna Lisek[7]
- 2021 Jan Doktór[8]
- 2022 Anna Landau-Czajka[9]